# Junior-Uni Wuppertal
Die Wuppertaler Junior Uni für das Bergische Land – kurz: Junior-Uni – ist eine außerschulische, fast ausschließlich privat finanzierte und gemeinnützige Bildungs- und Forschungseinrichtung für Kinder, Jugendliche und junge Erwachsene von vier bis 20 Jahren. In den fünf Fachbereichen Naturwissenschaften & Mathematik, Technik & Ingenieurwissenschaften, Wirtschaftswissenschaften, Geistes- und Sozialwissenschaften sowie Kunst & Kultur vermitteln 150 Honorardozenten praxisnahes Wissen in kleinen Gruppen. Träger ist die Junior Uni Wuppertaler Kinder- und Jugend-Universität für die Bergische Land gGmbH.

## Beschreibung

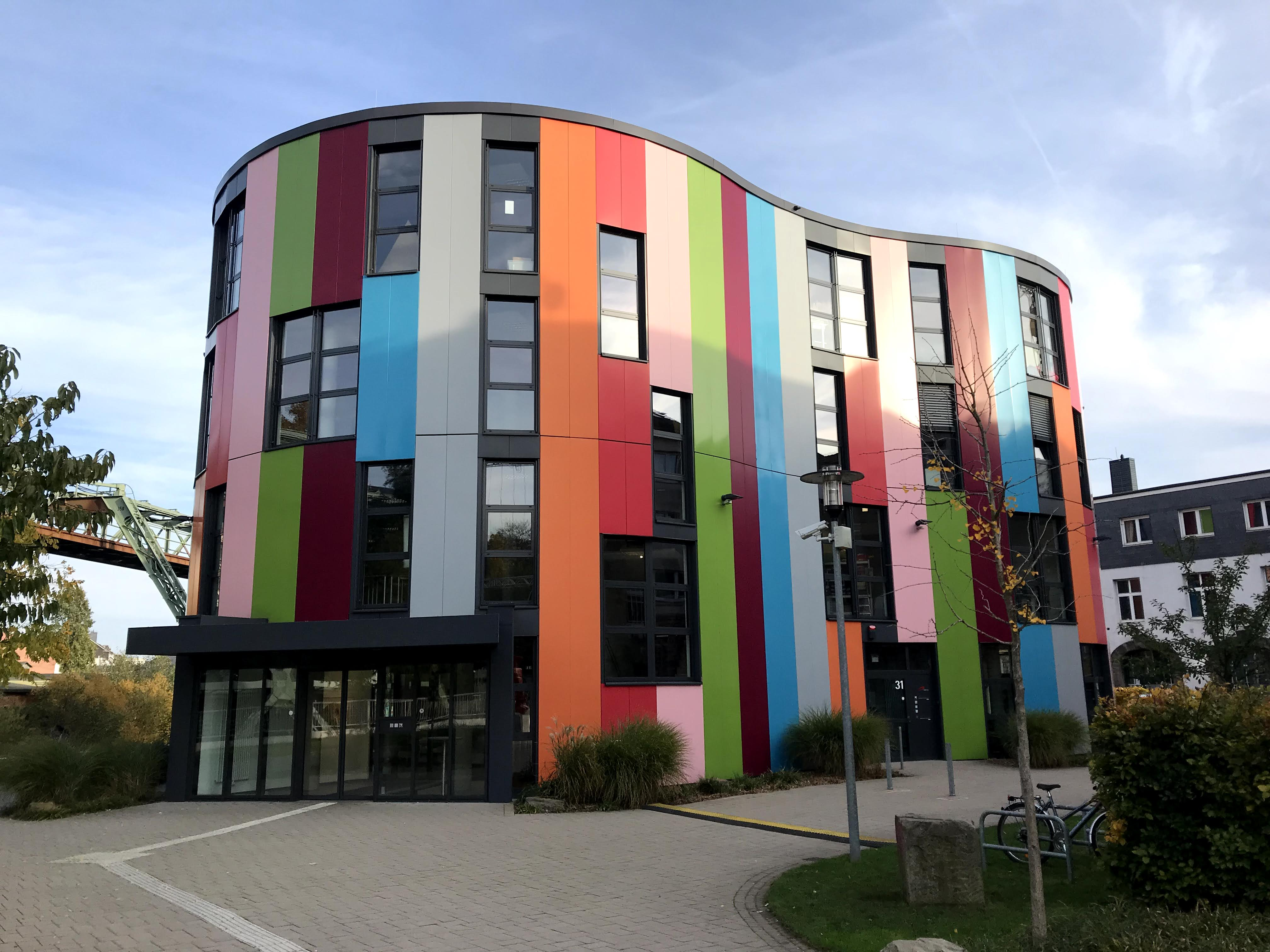
Die Junior-Uni

Schirmherren sind der Ministerpräsident des Landes Nordrhein-Westfalen und die Oberbürgermeister der drei bergischen Großstädte Remscheid, Solingen und Wuppertal. Gesellschafter sind die Jackstädt-Stiftung, die E/D/E-Stiftung, der Verein der Freunde und Förderer der Junior-Uni und seit 2025 die Knipex-Stiftung. Ein kaufmännisch-organisatorischer sowie ein beratender wissenschaftlich-pädagogischer Beirat stehen der Junior Uni zur Seite. Es bestehen Kooperationsvereinbarungen mit der Bergischen Universität sowie diversen Wirtschaftsunternehmen. Die gGmbH wird von den Geschäftsführerinnen Ariane Staab (Vorsitzende) und Annika Spathmann geleitet. Unterstützt werden sie vom Prokuristen und Teamleiter der wissenschaftlichen Fachkoordination Stefan Hellhake. Der Ideengeber und Gründer der Junior Uni Ernst-Andreas Ziegler verließ die Geschäftsführung und wechselte zum Jahresende 2021 in den kaufmännisch-organisatorischen Beirat.
Im Gegensatz zu Initiativen in einigen anderen Universitätsstädten, die ebenfalls Begriffe wie Juniorstudium oder Kinderuniversität verwenden, handelt es sich hier um eine eigenständige, ganzjährig tätige und mit eigenem Lehr- und Verwaltungspersonal ausgestattete Einrichtung mit eigenem Campus direkt an der Wupper. Das Wuppertaler Vorbild eines privat entwickelten außerschulischen Lernortes zur Stärkung des staatlichen Bildungssystems führt aktuell in mehreren deutschen Städten zu ähnlichen Initiativen, so etwa in Mülheim an der Ruhr, Essen oder in Mönchengladbach. 2019 gelang es erstmals mit der Gründung der Junior Uni Daun in der Eifel das Konzept im ländlichen Raum zu verwirklichen.

## Angebot und Zielgruppen
Das Angebot, das in ein Sommer- und Wintersemester sowie drei Ferienprogramme unterteilt ist, richtet sich an Kinder und Jugendliche im Alter von vier bis zwanzig Jahren. Ziel ist es, ohne straffe Lehrpläne und Leistungsdruck junge Menschen an naturwissenschaftliche, technische und wirtschaftswissenschaftliche Themen sowie an Geistes- und Sozialwissenschaften und Kunst & Kultur heranzuführen und dabei die Freude am lebenslangen Lernen und Entdecken zu wecken. Unter anderem soll hierdurch das Interesse an entsprechenden Berufen gesteigert und so dem Fachkräftemangel entgegengewirkt werden. Die Initiatoren hoffen, dass das Projekt die Region auch für junge Familien attraktiver macht. Erklärtes Ziel der Junior Uni ist es zudem, Bildung für Kinder aus allen gesellschaftlichen Schichten zugänglich zu machen. Evaluationen haben gezeigt, dass dieses Ziel erreicht wird. Das Programm der Junior Uni besteht im Wesentlichen aus Kursen, die jeweils aus 4–8 Einzelterminen à 90 Minuten bestehen. Die Kursgebühren sind bewusst sehr gering gehalten, um jedem Kind den Zugang zu ermöglichen. Die Teilnehmerzahl pro Kurs beträgt maximal 15 Mädchen und Jungen. Darüber hinaus werden regelmäßig sonntags Vorträge für die ganze Familie angeboten.
Für verschiedene naturwissenschaftliche Wettbewerbe wie „Schüler experimentieren“, „Jugend forscht“, „freestyle-physics“ oder das „GYPT“ unterstützt die Junior Uni Mädchen und Jungen bei ihren Vorbereitungen. Die Deutsche Physikalische Gesellschaft DPG hat sie als NRW-weiten Stützpunkt für die Wettbewerbsvorbereitung von Schülerinnen und Schülern ausgesucht.
Mit den Grund- und weiterführenden Schulen im Bergischen Land verbindet die Junior Uni eine partnerschaftliche Zusammenarbeit. Als Plattform für neue Lehr- und Lernmodelle entwickelt und erprobt die Junior Uni, fachlich begleitet von der Bergischen Universität, mit Lehrenden aller Schulformen sowie Praktikern aus verschiedensten Unternehmen und Einrichtungen aus dem Bergischen Land neue Formen für Kompetenz- und Wissenserwerb. Dabei gehen moderne Wissensvermittlung und praxisorientierte Weiterbildung für die lehrenden Experten Hand in Hand. So begleiten zum Beispiel Wuppertaler Handwerksmeister einen Kurs, in dem Drittklässler aus zwei Grundschulen auf der Basis eines von jedem Schüler angefertigten Grundmodells verschiedene Antriebsmöglichkeiten erarbeiten, testen und analysieren. In Kooperation mit dem Deutschen Röntgen-Museum in Remscheid wiederum werfen die Schüler mehr als einen „Blick in den Körper“. In einer „Forscher AG“ bietet die Junior Uni Schülerinnen und Schülern die Möglichkeit, eigene Experimente zu entwickeln und Forschungsmethodik zu erlernen.
Kindertageseinrichtungen aus dem Bergischen Land nutzen intensiv das Vormittagsangebot für Gruppen. Pro Semester kommen mehr als 70 Gruppen aus dem Bergischen Land, die Kurse mit vier Terminen besuchen.
Seit März 2020 hat die Wuppertaler Junior Uni kontinuierlich ihr digitales Lernangebot ausgeweitet. Neben verschiedensten Online-Kursen gibt es mit der „Junior Uni DigiTal“ auch ein kostenloses Lernangebot mit Experimenten, Wettbewerben, Lesungen und Videos zur Berufsorientierung auf YouTube.

## Geschichte

### Gründung und Eröffnung

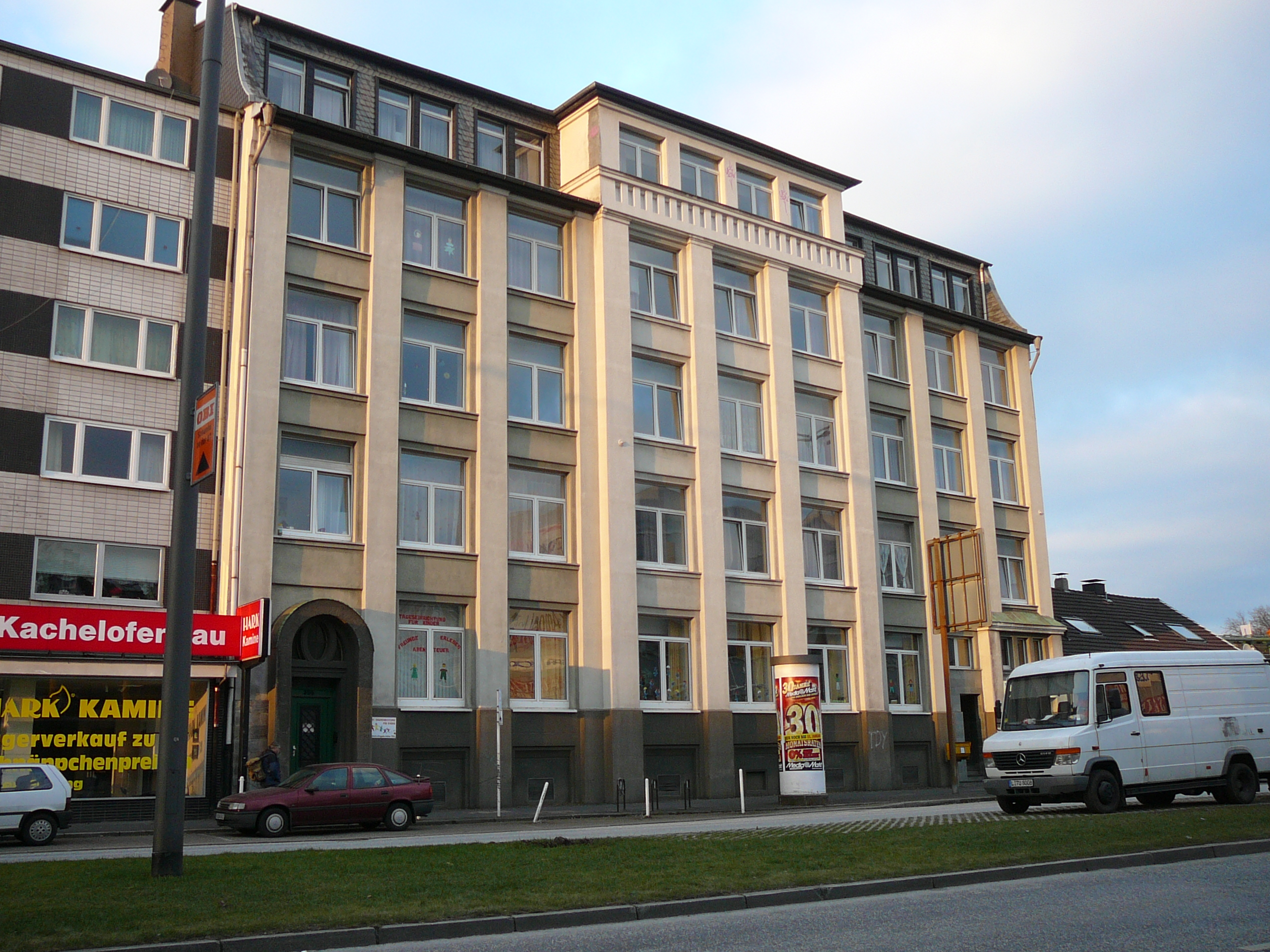
Junior-Uni Wuppertal, ehemaliger Standort in diesem Gebäudeensemble. Der Eingang zum Campus führte über den Hof.

Die Einrichtung geht zurück auf die Initiative des Journalisten und früheren Wuppertaler Presseamtsleiters Ernst-Andreas Ziegler. Er gründete die Junior Uni und baute sie gemeinsam mit Mitstreitern wie dem Physiker Burckhard Mönter, dessen Frau, der Lehrerin Hildegard Mönter, dem Verwaltungsmitarbeiter der Stadt Wuppertal Jochen Siegfried sowie dem Finanzfachmann Peter Steinmetz und dessen Frau Bettina auf. Der Studienbetrieb startete am Tag der offiziellen Eröffnung durch den damaligen Ministerpräsidenten Jürgen Rüttgers am 3. Dezember 2008 mit etwas über 40 Kursen für 600 Studierende aus vier Altersklassen. Nach einem Jahr hatten bereits ca. 3000 junge Menschen an den angebotenen Seminaren teilgenommen. Bis Sommer 2016 wurden über 43.000 Kursplätze in über 3.600 Kursen belegt. Bei den Anmeldungen zum Sommersemester 2017 überschritt die außerschulische Bildungseinrichtung die Marke von 50.000 Kursplätzen. Mit dem Start des Sommersemesters 2021 sind über 6700 Kurse mit fast 77.000 Plätzen angeboten worden.

### Neubau
Für die Anfangsphase wurde vorübergehend ein Standort an der Friedrich-Engels-Allee eingerichtet. Der Standort wurde im November 2013 in einen Neubau auf einem ehemaligen Fabrikgelände am Wupperufer Am Brögel verlegt. Er wurde insbesondere nötig wegen des im Vergleich zur Nachfrage nicht ausreichenden Platzes und fehlender Labore. Der Neubau kostete rund 5,0 Mio. Euro und wurde ausschließlich mit privaten Mitteln finanziert. Die Wuppertaler Architekten Hans Christoph Goedeking und Josef Johannes Niedworok haben das Gebäude in 9 Monaten Bauzeit unterhalb des geplanten Budgets errichtet. Für den Standort am Brögel sprachen vor allem die gute Erreichbarkeit, die langfristig günstigeren Kosten und die Nähe zur Wupper, die in den Lehrbetrieb eingebunden werden soll. Die Bautätigkeit wurde im September 2012 aufgenommen, Grundsteinlegung erfolgte am 1. Dezember 2012.
Am 7. Dezember 2013 wurde das neue Gebäude mit 16 Fach- und Seminarräumen, darunter vier Labore, eröffnet. Erwartet wurden bis zu 4.700 Kinder jährlich, überwiegend aus der Stadt und dem Bergischen Land. Mittlerweile vergibt die Junior Uni 8.000 Kursplätze pro Jahr.

## Auszeichnungen
Das Projekt „Kick mit Physik“ wurde 2018 von der Deutschen Akademie für Fußball-Kultur in der Kategorie Lernanstoß (Fußball-Bildungspreis) ausgezeichnet.